# Biblijna manna

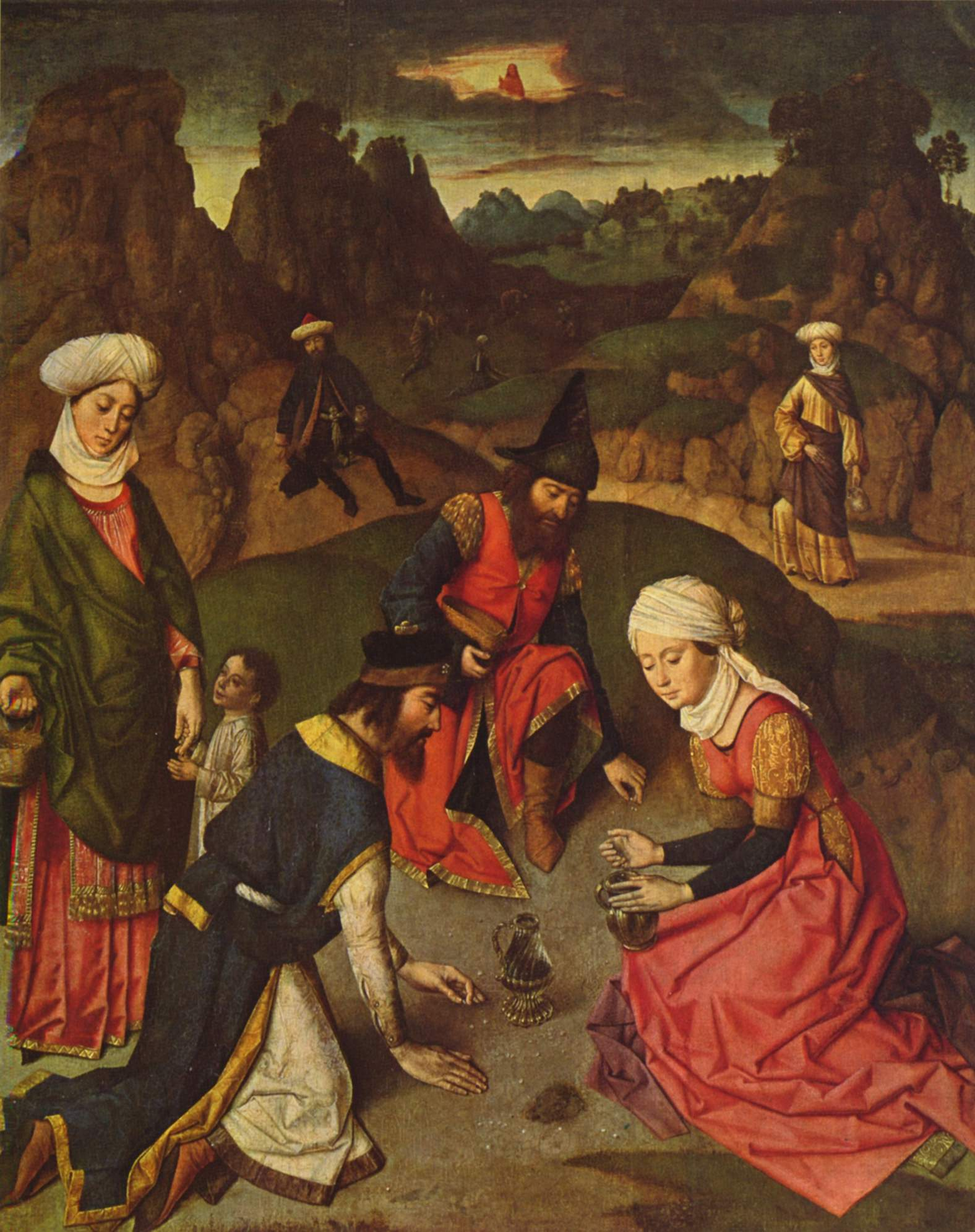
Izraelici zbierający mannę. Fragment Ołtarza Eucharystii Dirka Boutsa, 1464-1468

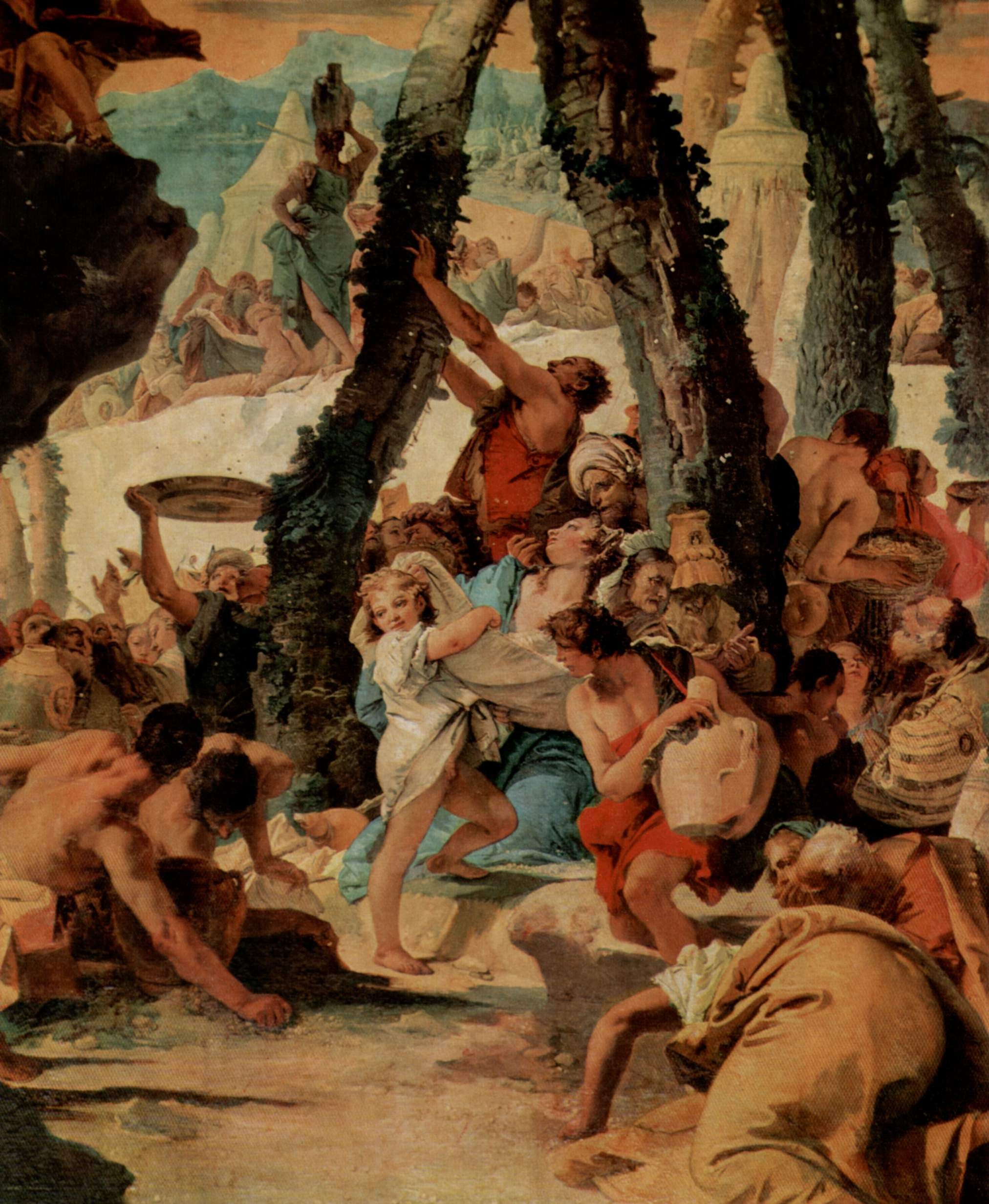
Zbieranie manny, Giovanni Battista Tiepolo, 1738-1740

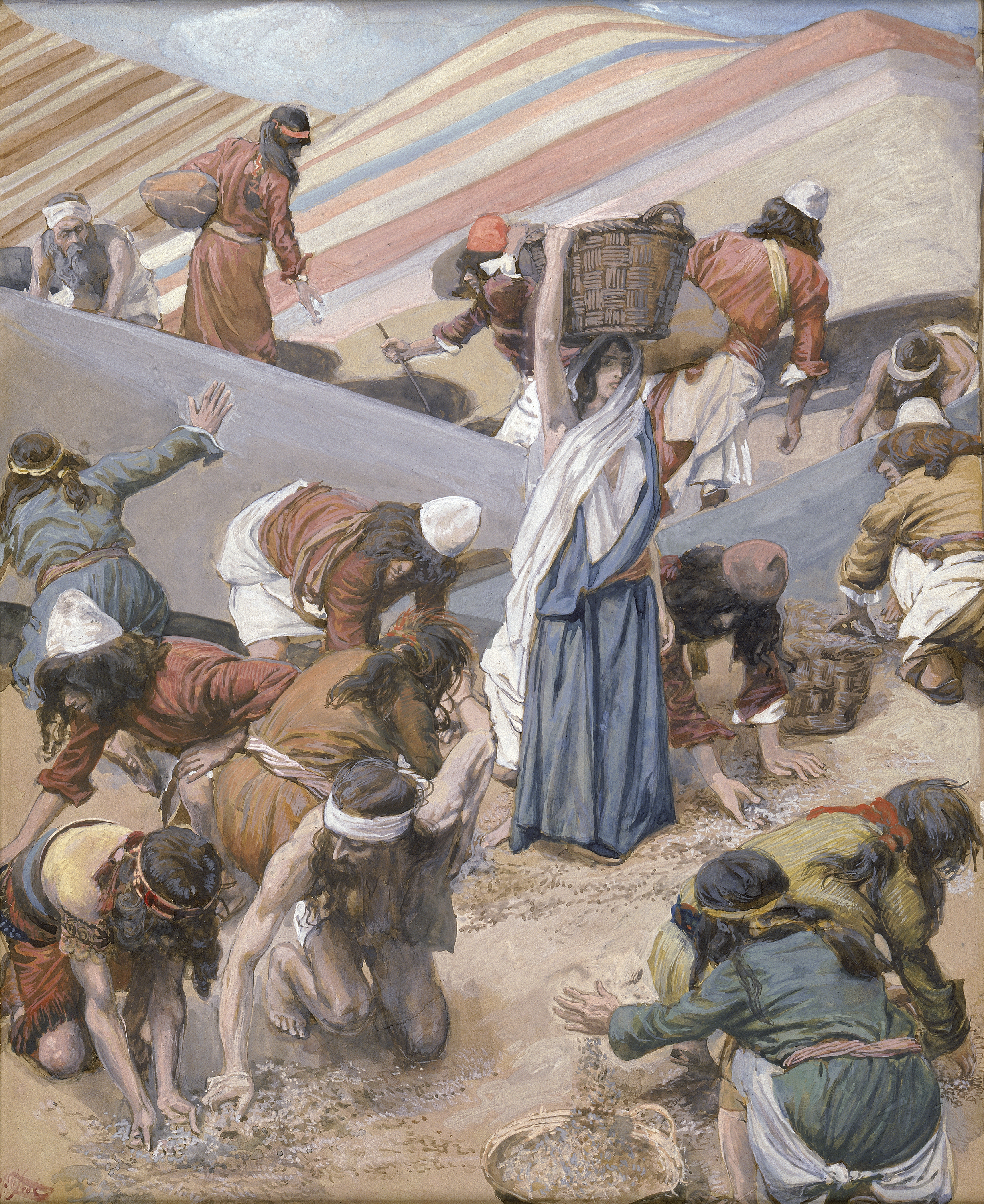
James Tissot. Obraz przedstawiający żydów zbierających mannę, ok. 1902

Manna (hebr: מן) – nazwa określająca pokarm, którym według Księgi Wyjścia (Wj) i Księgi Liczb (Lb) żywili się Izraelici na pustyni w czasie ich wędrówki do Ziemi Obiecanej.

## Okoliczności
Bóg Jahwe, słysząc narzekania Izraelitów na dręczący ich głód, w drugiej połowie drugiego miesiąca po wyjściu Izraelitów z Egiptu, na pustkowiu Sin, zesłał im pokarm: pojawiające się w cudowny sposób o zmierzchu przepiórki, a rano – mannę.
Bóg postawił jednak Izraelitom warunek – nie mogli oni pozostawiać zebranej manny na później, gdyż gniła ona i pojawiały się w niej robaki. W szóstym dniu mieli jednak zebrać podwójną porcję, która miała im wystarczyć także na kolejny dzień (szabat) i wówczas nie psuła się. Mężczyzna będący głową rodziny sam zbierał lub nadzorował jej zbieranie dla całej rodziny. Zawsze zbierano 1 omer (2,2 l) na osobę (Wj 16, 16-18). Bóg zsyłał mannę przez kolejnych 40 lat, aż do momentu dojścia Izraelitów do Kanaan.
Według Biblii słowo manna pochodzi od pytania w języku hebrajskim man hu (co to jest?), które mieli zadawać Izraelici, gdy po raz pierwszy zobaczyli mannę.

## Właściwości manny
Manna ta miała następujące cechy:
- była ziarnista niby szron, drobna, i zbierano ją z ziemi (Wj 16,4),
- była biała (Wj 16,31),
- była podobna do nasion kolendry (Lb 11,7),
- była słodka (Wj 16,31),
- była trudna do przechowywania (Wj 16,20),
- na słońcu topiła się (Wj 16,21),
- można ją było tłuc w moździerzu i mleć w młynkach (Lb 11,8)[1].

## Próby naukowego wyjaśnienia
N.H. Moldenke, A.L. Moldenke, botanicy zajmujący się roślinami biblijnymi w 1952 r. opublikowali dzieło „Plants of the Bible”, w którym podają, że biblijną manną była wydzielina krzewów tamaryszkowych należących do gatunku Tamarix mannifera, który rośnie na pustyniach półwyspu Synaj, Palestyny, Jordanii i północno-zachodniej Arabii Saudyjskiej. Wydzielinę tę wytwarza tamaryszek w miejscach nakłutych przez pasożytujące na nim owady Coccus manniparus. Wydzielina jest podobna do miodu, a w zetknięciu z powietrzem szybko twardnieje i opada na ziemię jako białe grudki. Beduini do dzisiaj zbierają ją w celach spożywczych, traktując ją jako przysmak. Autorzy ci wyjaśniają także dlaczego manna znikła, gdy Żydzi przeszli przez Jordan – bo panują tu inne warunki klimatyczne i nie występują owady Coccus manniparus.
Inne zdanie mają J. Maillat i S. Maillat, którzy również są botanikami zajmującymi się roślinami biblijnymi. Uważają oni, że biblijną manną może być ochradenus jagodowy (Ochradenus baccata). Jego owoce bowiem są białe, drobne, po dojrzeniu opadają na piasek, gdzie gromadzą się w zagłębieniach piasku pod krzewami. Wysychając od słońca stają się jasnobrunatne ("topią się") i stają się podobne do nasion kolendry siewnej. Można je tłuc w moździerzu czy mleć w młynku. Owoce ochradenusa jagodowego najlepiej spełniają warunki biblijnej manny, ponadto roślina ta licznie występuje na Pustyni Judzkiej, pustyniach Moabu i Edomu, pustyni Negew, wokół Morza Martwego w dolnej części doliny Jordanu, dolinie Arawa (szczególnie w wadi, czyli korytach dawnych rzek).
- Biblizmy manna z nieba – nieoczekiwany dar, zysk, ratunek z trudnej sytuacji